# Andrea Avellino
Sant'Andrea Avellino, al secolo Lancellotto Avellino (Castronuovo di Sant'Andrea, 1521 – Napoli, 10 novembre 1608), è stato un presbitero e religioso italiano dell'Ordine dei Chierici Regolari Teatini. È stato proclamato santo nel 1712 da papa Clemente XI.

## Biografia
Nacque a Castronuovo nel 1521 da Giovanni Avellino e da Margherita Appella. Venne battezzato con il nome di Lancellotto, primo di due fratelli. Ricevette la prima educazione dallo zio don Cesare Appella, che era arciprete del paese. Nel 1532 si trasferì a Senise, paese distante pochi chilometri, dove studiò lettere classiche, matematica e musica per quattro anni. Il 17 agosto 1537 il vescovo di Anglona, Pietro Paolo Parisio lo consacrò suddiacono. Per quattro anni aiutò lo zio arciprete nell'opera di catechesi della parrocchia. Venne ordinato presbitero fra il 1545 e il 1546. L'anno seguente si iscrive all'Università di Napoli per conseguire la laurea in utroque iure.
Nel 1548 fece la conoscenza del gesuita spagnolo padre Diego Laínez, e la frequentazione degli esercizi spirituali tenuti da uno dei maggiori collaboratori di Ignazio di Loyola provocarono un profondo cambiamento nel modo di pensare di Lancellotto che lo indicherà come il momento della sua vera conversione. Da questo momento decide di continuare gli studi giuridici, ma di rinunciare alla laurea; dominare e contrastare i moti istintivi della propria volontà; progredire ogni giorno di più nella via della perfezione; dedicarsi totalmente a Dio abbracciando lo stato religioso della famiglia teatina. Gaetano di Thiene, aveva fondato nel 1533 una comunità di questo ordine riformatore a Napoli, presso la grande basilica di San Paolo Maggiore.
Terminati gli studi, come deciso, rinunciò al conseguimento della laurea abbandonando disegni e aspirazioni di grandezza. In attesa di essere accolto tra i teatini, operò presso la Curia Arcivescovile di Napoli come avvocato. Durante questo periodo ebbe modo di difendere un sacerdote in tribunale: la causa fu vinta ma solo con l'uso della menzogna. Questo fatto marcò profondamente Lancellotto che decise di lasciare tutto ciò che poteva ostacolare il suo servizio a Dio. Tornò al paese ed elargì, a favore del fratello, la parte di eredità che gli spettava. Di lì a poco venne richiamato a Napoli dal vicario generale Scipione Rebiba.
Nel 1551 venne incaricato di riformare i costumi del monastero di Sant'Arcangelo a Baiano. In quel tempo vi era l'usanza nelle famiglie nobili di mettere in convento le figlie che non avevano trovato un matrimonio conveniente. Questa usanza creava nei monasteri una situazione di poca coerenza con la vera vita monastica. Don Lancellotto si dedicò con tutte le sue forze alla riforma di questa comunità con l'introduzione di una più disciplinata e attenta conduzione della vita della monache. Questo gli causò risentimenti e critiche che sfociarono in un tentativo di omicidio.
Il 14 agosto 1556 entrò come postulante presso i teatini di San Paolo a Napoli. Il 30 novembre dello stesso anno vestì l'abito di novizio, prendendo il nuovo nome di Andrea. Il 25 gennaio 1558 prese i voti. L'anno seguente venne ricevuto a Roma da papa Paolo IV cofondatore assieme a san Gaetano da Thiene dell'Ordine dei Chierici Regolari Teatini. Nel 1560 venne nominato maestro dei novizi, carica che ricoprì per 10 anni. Fu molto apprezzato come confessore.
Nel 1567 padre Andrea Avellino venne nominato preposito di San Paolo Maggiore a Napoli. Ruolo che ricoprì a più riprese nei successivi dieci anni. Fu visitatore della Provincia lombarda dei teatini tra il 1573 e il 1577 e della Provincia campana dal 1590 al 1591.
Le sue regole per svolgere al meglio la sua attività di superiore erano:
- agire secondo il detto della sapienza, con fermezza e con dolcezza;
- imitare il Signore che prima insegnò con l'esempio e poi con la parola;
- tenere presente il monito di san Bernardo ai prepositi vedano tutto, dissimulino molto, correggano poco;
- valutare la buona volontà dei confratelli, apprezzare il loro operato e farlo conoscere, perché sia di esempio e di sprone agli altri.

Nel maggio del 1585 il santo si operò come mediatore e mise a disposizione dei bisognosi le risorse del suo ordine, dopo i tumulti scoppiati a Napoli a seguito dell'uccisione dell'eletto del popolo Giovan Vincenzo Starace da parte della folla inferocita. Starace era ritenuto il responsabile della carestia che la città stava subendo.
Molto benefica e proficua fu la sua attività come superiore dell'ordine che visse in quel periodo un intenso sviluppo nelle province di Napoli, Milano e Roma. Intensa fu la sua attività epistolare che conta oltre mille lettere. Scrisse numerosi trattati e opuscoli di ascetica e di esegesi biblica. L'epistolario fu pubblicato nel 1731 in due volumi. Da questi scritti si constata la sua grande devozione per la Madonna. Le sue principali fonti di ispirazione erano: sant'Agostino, san Giovanni Crisostomo, san Bernardo e san Tommaso. Tra i suoi discepoli, il più famoso è padre Lorenzo Scupoli, teatino autore del Combattimento spirituale.
Morì il 10 novembre 1608 a Napoli. Fu tra i pazienti del famoso medico e scienziato 
Giulio Iasolino, che si recava a fargli visita al convento dei Chierici Regolari di San Paolo Maggiore. Il 13 novembre del 1608, tre giorni dopo la morte del frate, lo Iasolino si recò al convento, ignaro dell'accaduto, con il suo allievo prediletto Marco Aurelio Severino. I monaci lo condussero a visitare la salma ed egli, con immensa sorpresa, la trovò rosea come se fosse stata in vita e non scorse nessun segno tipico della morte avvenuta: gli occhi erano ancora umidi e le giunture del braccio ancora pieghevoli.
Con un paio di forbici fece tre incisioni sull'orecchio e con sommo stupore non vide scorrere da queste ferite siero, bensì sangue rosso e fluido. I monaci raccolsero il sangue in alcune ampolle e, anche dopo un anno dal decesso, si poté constatare che il corpo non era ancora in decomposizione e che scuotendo le ampolline il sangue era rimasto fluido. Tutto ciò egli lo affermò sotto giuramento il 15 aprile del 1614, in occasione del processo di canonizzazione del frate, dove affermò di non aver mai visto niente di simile nel corso della sua carriera professionale e durante le numerose dissezioni di cadaveri da lui effettuate.

## Il culto
Il processo di beatificazione ebbe inizio nel dicembre del 1614. Andrea Avellino fu beatificato da Urbano VIII il 14 ottobre 1624 e proclamato santo da Clemente XI il 22 maggio 1712. È sepolto nella basilica di San Paolo Maggiore a Napoli. La Chiesa cattolica lo festeggia il 10 novembre, suo dies natalis ovvero il giorno della sua morte che la Chiesa considera la sua "nascita al Cielo". Nel paese nativo si festeggia anche la terza domenica di maggio e il 13 agosto, nella cappella edificata in contrada Terzo dalla famiglia del cavaliere Alessandro Di Pierro. È invocato dai fedeli contro la morte improvvisa.
Sant'Andrea Avellino è il protettore dei paesi di Castronuovo di Sant'Andrea, in provincia di Potenza, Monasterace, in provincia di Reggio Calabria e di Badolato in provincia di Catanzaro, entrambi sulla costa jonica della Calabria, e compatrono della diocesi di Tursi-Lagonegro.
A Castronuovo di Sant'Andrea, suo paese natale, sono ancora visibili le tracce del santo: oltre alla Cappella intitolata al Santo, sua casa natale, ricca di dipinti del XVII secolo e della porta in bronzo di Antonio Masini, c'è un ulivo legato alla sua figura nato sulla strada sterrata che collega Castronuovo con il comune di Calvera. Nel 2017 è stato inaugurato il "Museo della Vita e delle Opere di Sant'Andrea Avellino" nella cappella sconsacrata di San Filippo Neri, che ospita dipinti, sculture, disegni, incisioni, libri, manoscritti, reliquie dal XVII al XXI secolo.

## Galleria d'immagini

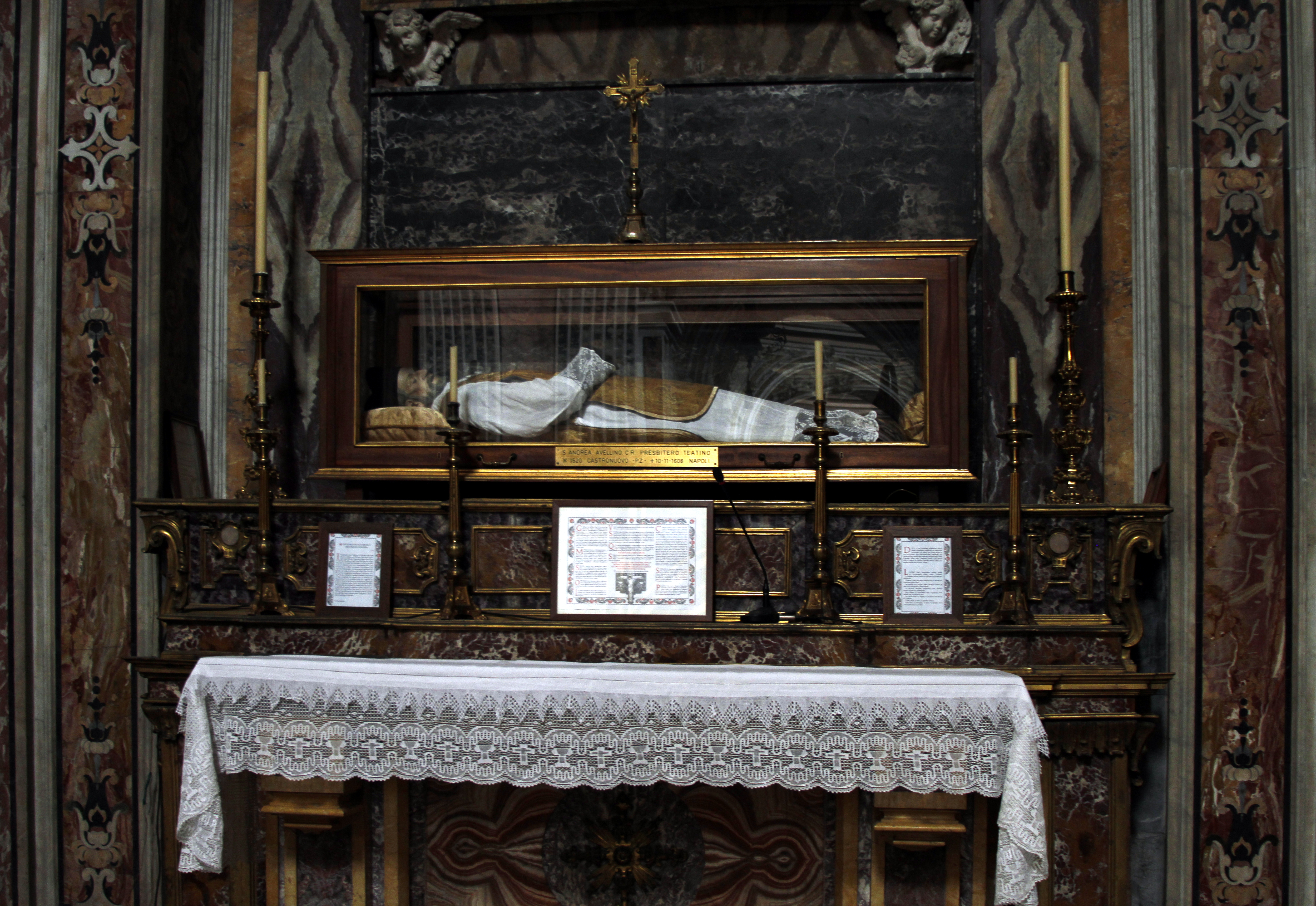
Spoglie di S. Andrea Avellino, Basilica di San Paolo Maggiore, Napoli
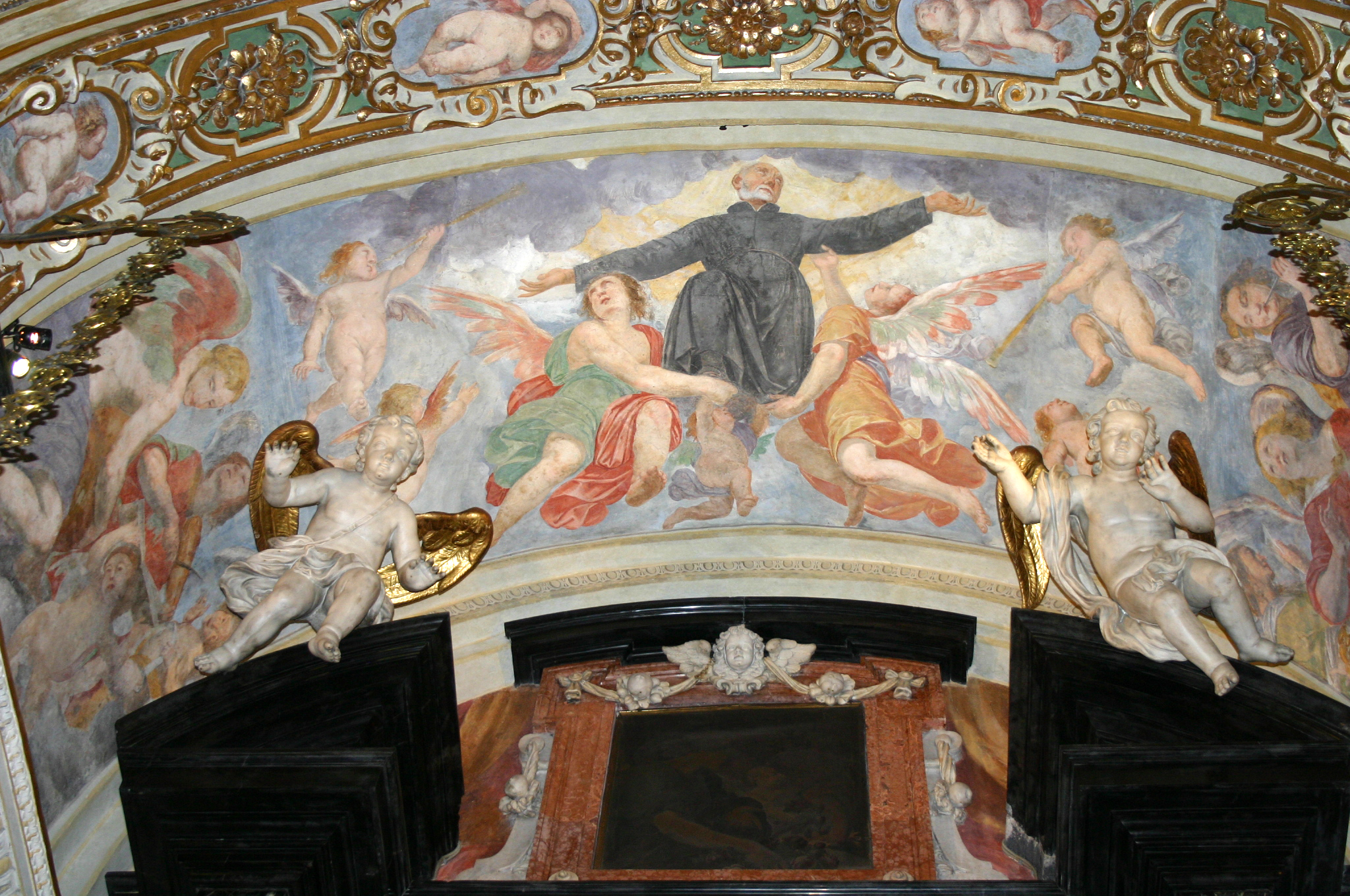
Ercole Procaccini il Vecchio (attr.), Apoteosi di Sant'Andrea Avellino
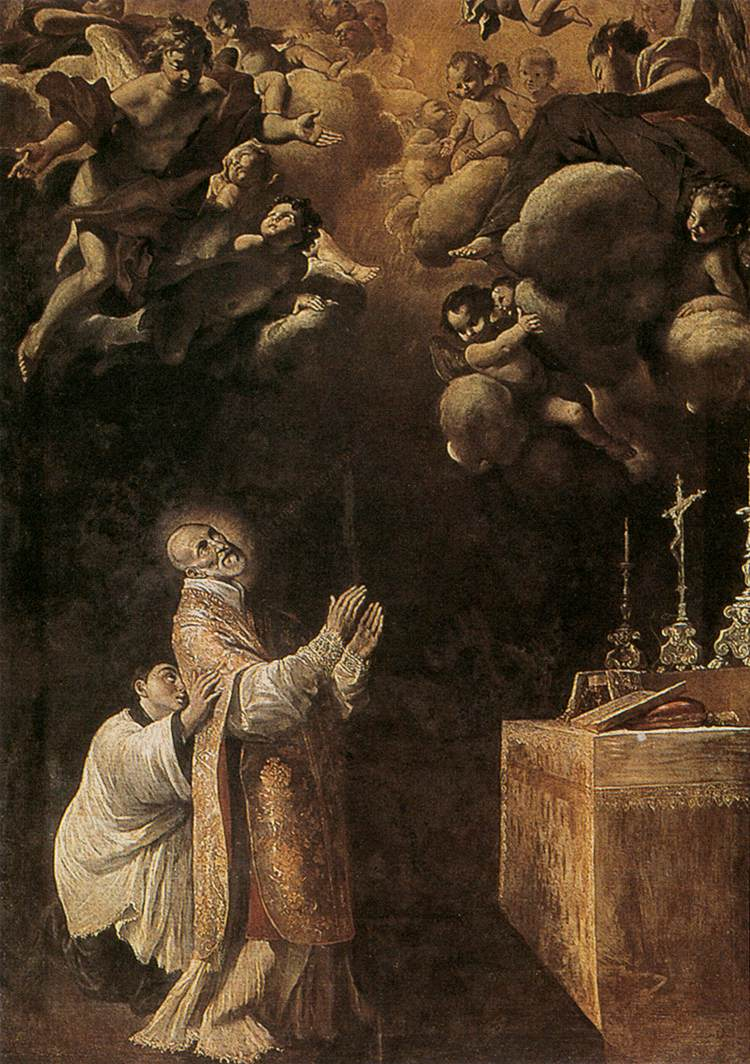
Giovanni Lanfranco, Gloria di Sant'Andrea Avellino, Basilica di Sant'Andrea della Valle, Roma
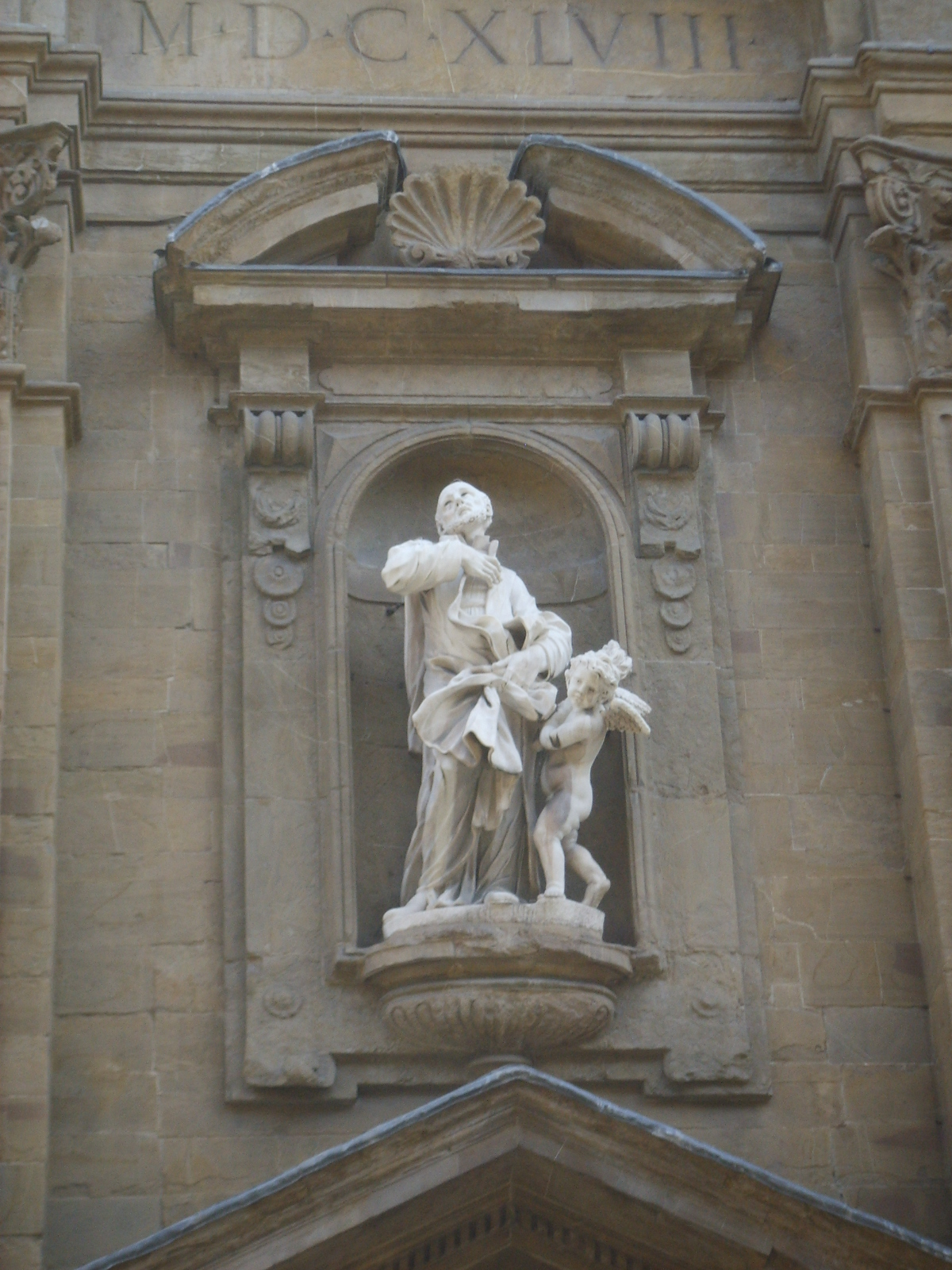
Statua nella facciata della chiesa dei Santi Michele e Gaetano a Firenze
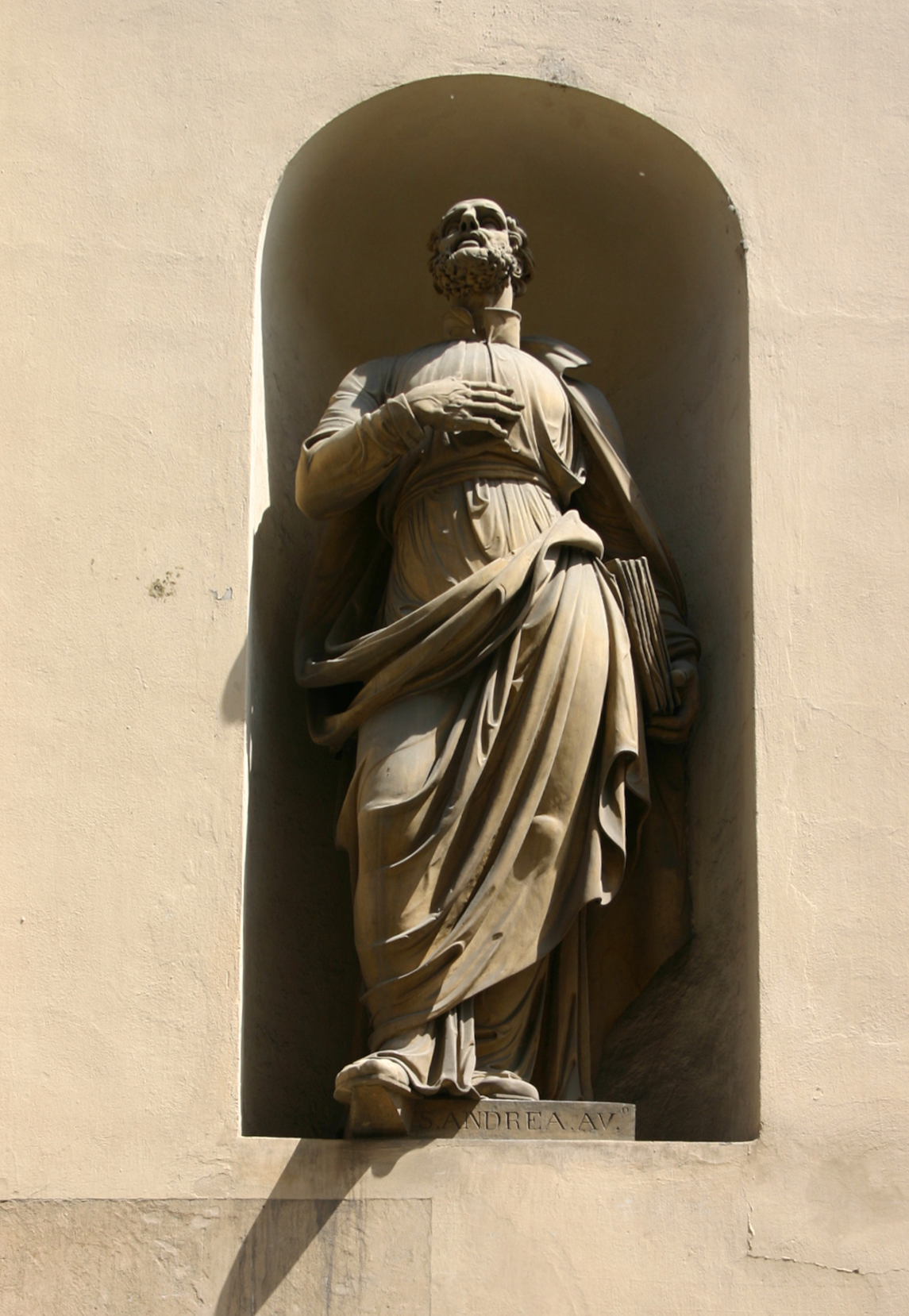
Statua nella facciata della chiesa di Sant'Antonio abate a Milano.
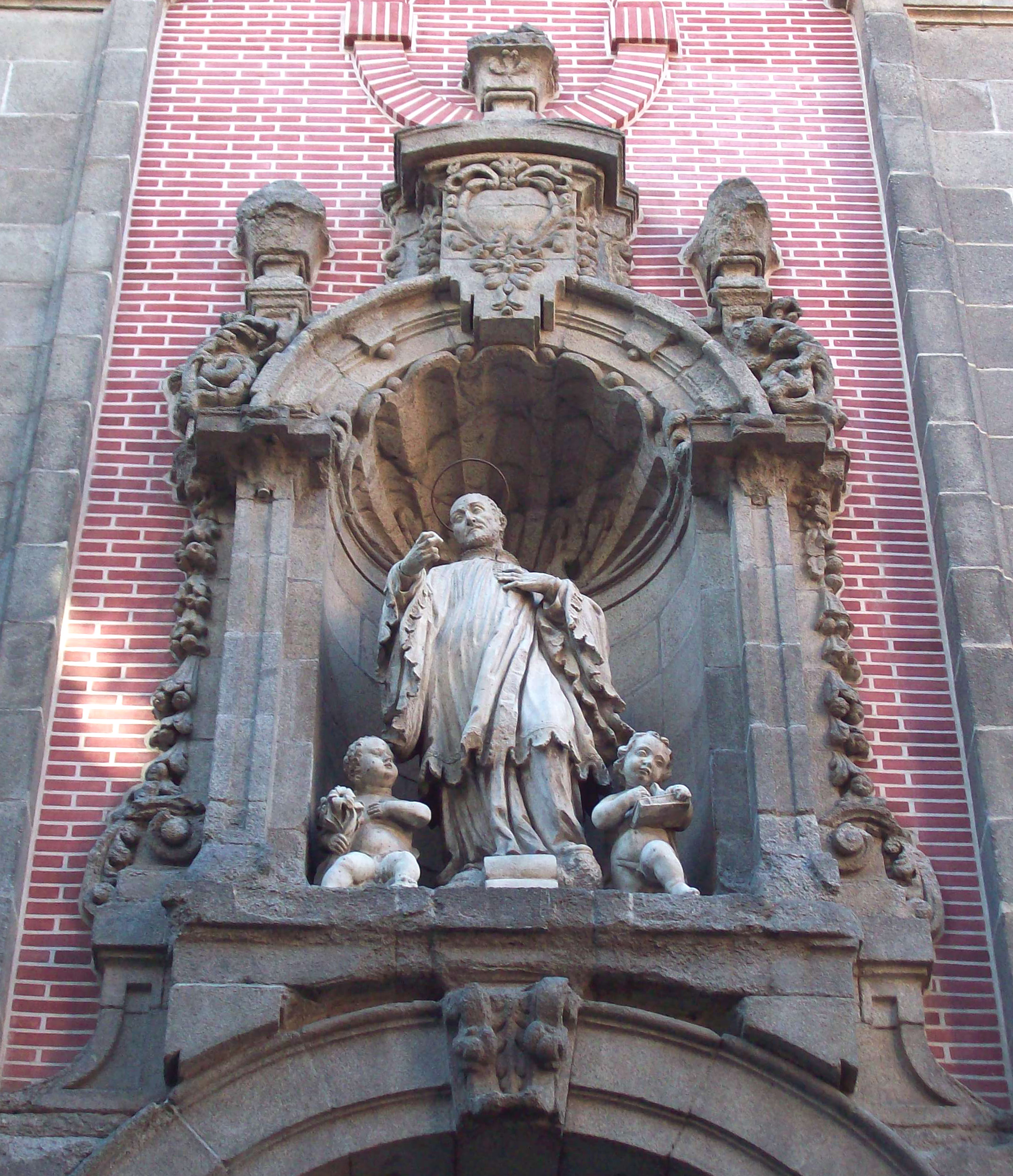
Statua sulla facciata della chiesa di san Gaetano a Madrid